# Venus and Adonis (Blow)
Venus and Adonis ist eine Oper von John Blow in einem Prolog und drei Akten. Sie gilt als erste eigentliche englische Oper und diente als Vorbild für Henry Purcells Dido and Aeneas.
Das Stück trägt den Titel A Masque for the entertainment of the King und wurde wahrscheinlich erstmals um 1683 am Hof vor König Karl II. aufgeführt. Einer Anmerkung in der handschriftlichen Partitur zufolge trat in der Rolle der Venus die königliche Mätresse Moll Davies auf, und Cupid wurde von ihrer damals erst neunjährigen Tochter Lady Mary Tudor gesungen.

## Prolog
Cupid, mit Pfeil und Bogen bewaffnet, tritt zusammen mit einer Gruppe Hirten auf. Alle zusammen besingen die Macht der Liebe, bevor sie sich in die Wälder zurückziehen.

## Erster Akt
Venus und Adonis in Umarmung. Jagdmusik ertönt. Venus überredet Adonis, dem es widerstrebt, die schöne Göttin zu verlassen, sich der Jagdgesellschaft anzuschließen.

## Zweiter Akt
Venus und Cupid unterhalten sich über die Kunst der Liebe und unterrichten eine Gruppe kleiner Eroten in selbiger. Es folgt ein Tanz der Eroten, dann der inzwischen hinzugetretenen Grazien, während dessen die Eroten Venus huldigen.

## Dritter Akt
Venus plagen schlimme Vorahnungen. Der von einem wilden Eber tödlich verwundete Adonis wird hereingetragen. Adonis stirbt in Venus Armen, und die Masque endet mit einem Trauerchor.